# Schönfeld (Saksonia)
Schönfeld – miejscowość i gmina w Niemczech, w kraju związkowym Saksonia, w okręgu administracyjnym Drezno, w powiecie Miśnia, siedziba wspólnoty administracyjnej Schönfeld.

## Współpraca
Miejscowości partnerskie:
- Linz am Rhein, Nadrenia-Palatynat - kontakty utrzymuje dzielnica Linz